# Lichtenburger Torturm

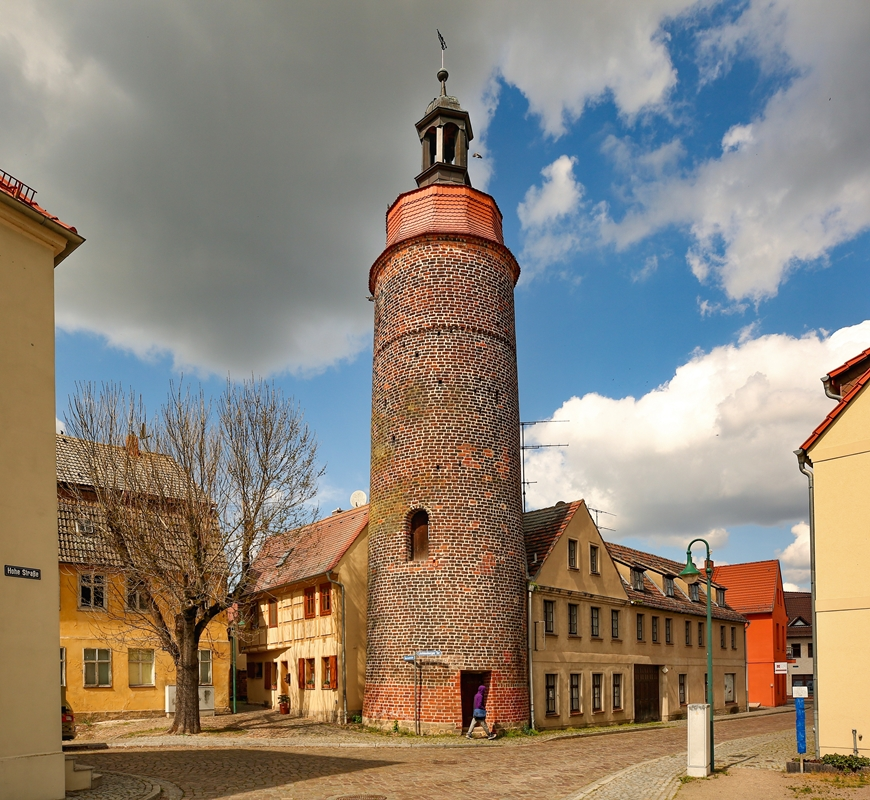
Lichtenburger Torturm

Der Lichtenburger Torturm ist ein denkmalgeschützter Turm der historischen Stadtbefestigung von Prettin in Sachsen-Anhalt.

## Lage
Der Turm steht am ehemaligen Lichtenburger Tor am nördlichen Ende der Prettiner Altstadt, auf der Westseite der Straße Lichtenburger Tor.

## Architektur und Geschichte
Der schlanke runde Turm wurde im 14. Jahrhundert aus Backstein und am Sockel mit Quadern aus Raseneisenstein als Stadttorturm errichtet. Er ist mit einer vermutlich nach der Mitte des 18. Jahrhunderts entstandenen barocken mansardgedeckten Haube und Laterne bekrönt. Der gedrungenen spitzbogige Zugang zum Turm befindet sich in Traufhöhe des angrenzenden Wohnhauses. Im oberen Drittel des Turms findet sich als Verzierung ein Deutsches Band.
Im örtlichen Denkmalverzeichnis ist der Turm unter der Erfassungsnummer 094 35251  als Torturm verzeichnet.